# Dommelsch Brauerei

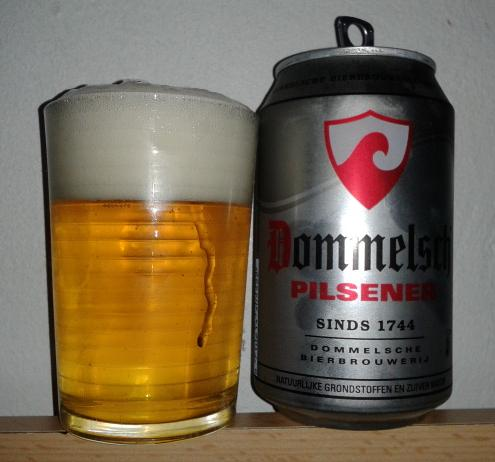
Dommelsch Pilsener

Die Brauerei Dommelsch ist eine 1744 gegründete Brauerei in dem Dorf Dommelen in den Niederlanden. Sie ist Teil der Anheuser-Busch InBev-Gruppe und braut Dommelsch Pilsener für den niederländischen Markt und die globale Marke Brahma Bier für den europäischen Markt.

## Geschichte
Dommelsch wurde 1744 im Dorf Dommelen in den Niederlanden gegründet. 1968 wurde sie von der Brouwerij Artois übernommen, die später zu Interbrew wurde, und dann 2008 Teil der Anheuser-Busch InBev-Gruppe wurde.
Neben Dommelsch stellt die Brauerei auch Hertog Jan, Jupiler, Leffe und Brahma her.

## Brauerei

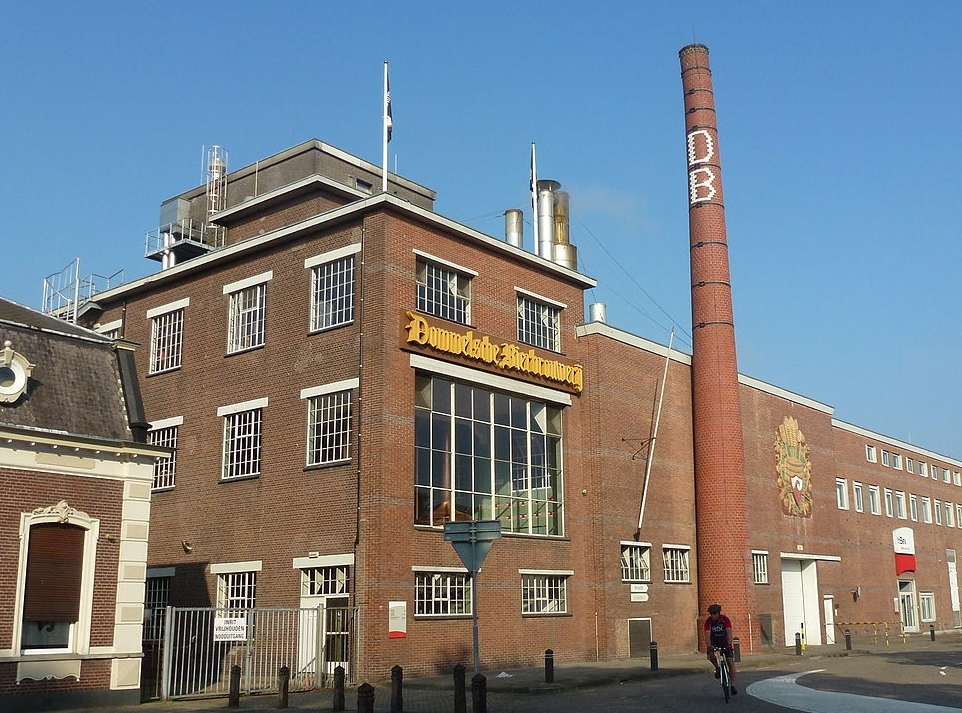
Die Dommelsch-Brauerei

Das Gebäude der Dommelsch-Brauerei befindet sich in Dommelen, Niederlande. Es wurde im Jahr 1744 erbaut.

## Marken
Sie braut ihre eigene Marke Dommelsch Pilsener, ein helles Lagerbier mit 5 % Alkoholgehalt, für den niederländischen Markt und die globale Marke Brahma Bier für den europäischen Markt.